# 竹本孝弘
竹本 孝弘（たけもと たかひろ、1960年 - ）は、日本の海事科学者。山口県下関市出身。山口県立豊浦高等学校、東京商船大学乗船実習科（航海）修了。東京商船大学助手、運輸省航海訓練所教授、船長を経て、2009年から東京海洋大学海洋工学部海事システム工学科教授。博士(海事科学)（ヒューマンエラーの特徴に基づく衝突海難防止に関する研究：神戸大学）。日本航海学会理事。